# Roy Johansen
Roy Einar Johansen (født 27. april 1960 i Oslo) er en norsk professionel ishockey hovedtræner, der i øjeblikket fungerer som hovedtræner for Vålerenga Ishockey for Fjordkraftligaen. Han spillede tidligere for  Norges ishockeyhold. Han deltog ved Vinter-OL i 1984, 1988 og 1994. 
Han var hovedtræner for  Norsk landshold fra 2001 til 2016. Johansen trådte tilbage som landsholdstræner i maj 2016 og vendte tilbage til Vålerenga Ishockey som hovedtræner. 